# Publius Septimius Geta (Konsul 203)
Publius Septimius Geta war ein römischer Politiker und Senator.
Geta wurde in Leptis Magna in der Provinz Africa als Sohn des Publius Septimius Geta geboren und war Bruder des späteren Kaisers Septimius Severus. Sein Geburtsdatum ist unbekannt, weshalb auch unklar ist, ob er älter oder jünger als sein Bruder war.
Vor seiner prätorischen Laufbahn war Geta decemvir stlitibus iudicandis, Tribun der legio II Augusta, Quästor in der Provinz Creta et Cyrene und aedil cerialis.
Um 185 wurde Geta Legat der legio I Italica, danach war er Prokonsul der Provinz Sizilien (wohl um 187/188) und zwischen seinem Prokonsulat und seinem Suffektkonsulat Legat der Provinz Lusitania (wohl 188–191).
Wahrscheinlich wurde Geta im Jahr 191 Suffektkonsul. Nach seinem Konsulat wurde er Legat der römischen Provinz Moesia inferior (Niedermösien). Als Statthalter führte er das Kommando über die niedermösische Armee und unterstützte seinen Bruder Severus, als dieser im April 193 in Pannonia superior zum Kaiser ausgerufen worden war. Höchstwahrscheinlich wurde Geta noch von Commodus zum Statthalter von Moesia inferior ernannt. Nach seiner Statthalterschaft in Mösien wurde Geta schließlich Legat von Dakien. Die Krönung seiner Laufbahn wurde das ordentliche Konsulat zusammen mit den Prätorianerpräfekten Plautian im Jahr 203.